# Love Has Its Ways
«Love Has Its Ways» — песня шведского дуэта «Björn & Benny» (Бьорн Ульвеус / Бенни Андерссон), позже развившегося в группу ABBA. Ведущий вокал принадлежит Ульвеусу.

## История
После того как выпущенный в феврале 1972 года сингл «She's My Kind of Girl» достиг в Японии заметного успеха, будучи проданным в более чем 150 тыс. копий, участники дуэта решили не останавливаться на достигнутом. Однако последовавший релиз песни «En Carousel» оказался провальным, не попав ни в один из значимых японских чартов.
Несмотря на данное обстоятельство, японская звукозаписывающая компания CBS/Sony верила в перспективность шведских музыкантов, решив дать им ещё один шанс. Лейбл предоставил Ульвеусу и Андерссону мелодию, на которую они должны были, как и в случае с «She’s My Kind of Girl», написать стихи о потерянной любви.
В августе 1972 года песня была записана, и 11 декабря того же года «Love Has Its Ways» была выпущена как сингл для Японии вместе с ранней версией композиции «Rock'n Roll Band» в качестве второй стороны. Не попав в листинг наиболее авторитетного хит-парада Oricon, в радиочарте All Japan Pop 20 композиция сумела достичь 22-й позиции.
Сингл стал последним релизом дуэта, так как к тому времени уже начались сессии для альбома «Ring Ring» — грядущего дебюта группы ABBA, тогда имевшей название «Björn & Benny, Agnetha & Anni-Frid».
«Love Has Its Ways» представлена на CD-переиздании альбома «Lycka» 2006 года.